# 즈기에시

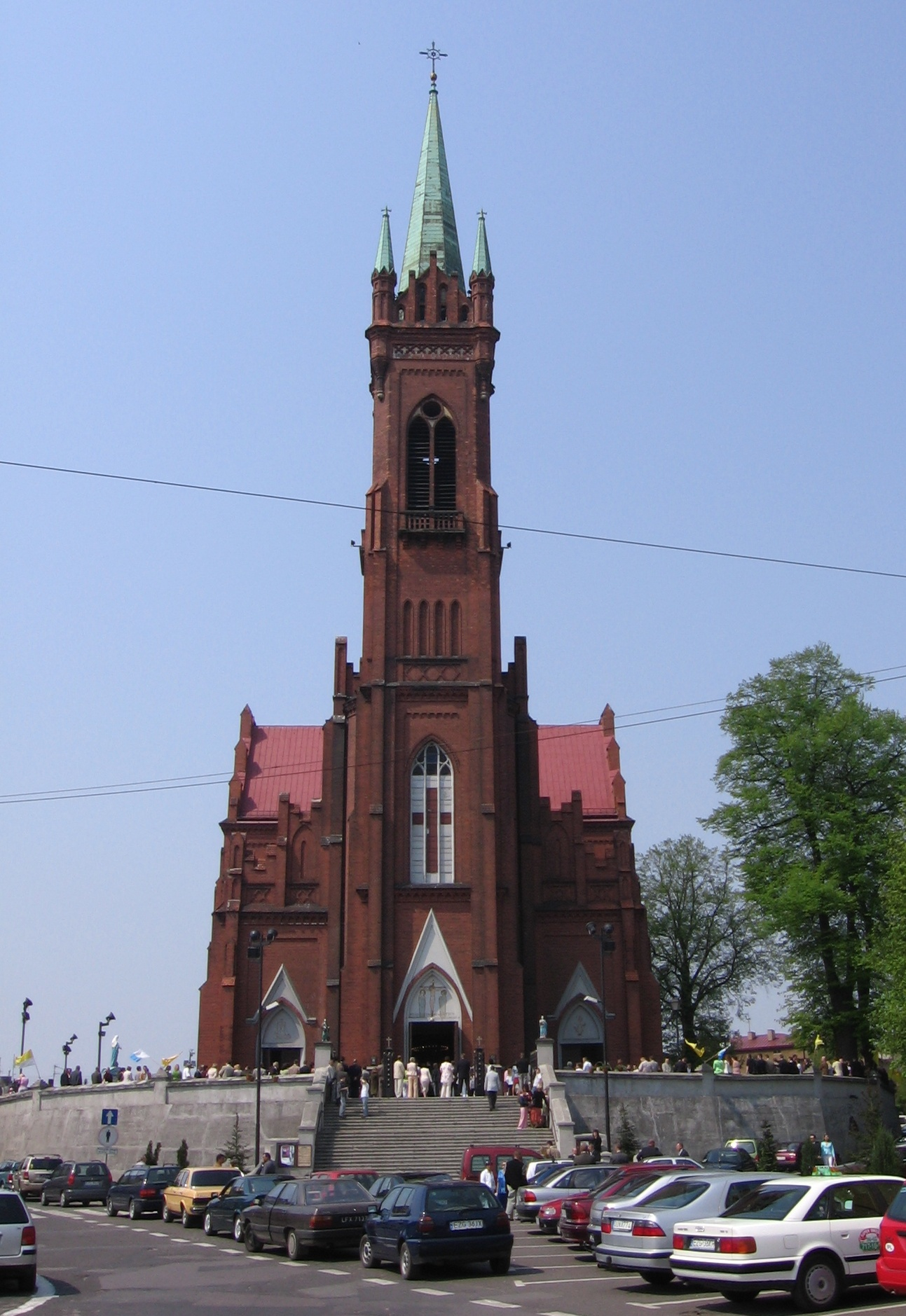
즈기에시에 위치해 있는 한 교회.

즈기에시(폴란드어: Zgierz)는 폴란드 중부 우치주에 위치해 있는 도시이며, 즈기에시의 면적은 42.33km2, 높이는 40m, 인구는 58,164명(2007년 기준), 인구 밀도는 1,400명/km2이다. 1975년부터 1998년까지는 우치 중앙 주에 속해 있었으며, 우치 북쪽에 위치한다.
또한 폴란드 중부 지방에서 가장 오래된 도시 가운데 하나로 여겨지며, 1244년 이전에 시로 승격되었다.

시 문장